# رمضان دلالو
 رمضان دلالو  (1973 الجزائر) هو لاعب كرة قدم جزائري.